# 니세포르 소글로
니세포르 디에우딘 소글로(프랑스어: Nicéphore Dieudonné Soglo, 1934년 11월 29일~)는 1990년부터 1991년까지 베냉의 총리, 1991년부터 1996년까지 대통령을 지낸 베냉의 정치인이다. 그는 2003년부터 2015년까지 코토누의 시장이었다. 소글로는 베냉의 전 영부인이자 정치가인 로지네 비에이라 소글로와 결혼했다.

## 생애
소글로는 토고에서 태어났다. 파리 대학교에서 법과 경제 학위를 받은 후, 소글로는 베냉으로 돌아와 그의 사촌인 크리스토프 소글로 대령을 타도하고 그의 친척인 니세포르를 재무장관으로 임명하기 전에 재정 감독관으로 일했다. 1972년 마티외 케레쿠를 집권시킨 쿠데타 이후 그는 베냉을 떠나 국제통화기금(IMF)과 세계은행 등 국제기구에 몸담았다.
1980년대 후반 침체된 경제에 대한 불만이 커지자 케레쿠 정부는 다당제 민주주의를 지향하는 전국 회의를 소집하기로 합의했다. 이 회의에서 니세포르 소글로 총리는 1990년 3월 12일 취임했다. 그 회의는 1990년 12월 2일에 실시된 국민투표에서 압도적으로 승인된 헌법을 만들었다.
국내 최초의 다당제 대통령 선거에서, 소글로 씨는 1991년 3월 10일에 실시된 1차 투표에서 36.31%의 득표율로 1위를 차지했다. 3월 24일 케레쿠와의 결선투표가 이어졌고, 소글로 의장은 67.73%의 득표율로 압도적인 다수를 차지했는데, 이는 식민지 이후의 프랑코폰 아프리카 지역 야권 후보가 자유 선거에서 승리한 첫 사례이다. 그는 1991년 4월 4일에 취임했다.
그의 대통령 재임 기간 동안, 소글로는 파괴된 베냉의 경제를 재정비하기 위한 노력을 기울였다. 이러한 경제적 조치들은 시민 불안을 야기했고 그의 인기를 떨어뜨렸다. 이러한 문제들에도 불구하고, 그의 정부는 민주주의 원칙을 고수하고 인권에 대한 존중을 한 것으로 찬사를 받았다.

## 역대 선거 결과
| 선거명      | 직책명        | 대수 | 정당                         | 1차 득표율 | 1차 득표수 | 2차 득표율 | 2차 득표수 | 결과 | 당락 |
| ----------- | ------------- | ---- | ---------------------------- | ---------- | ---------- | ---------- | ---------- | ---- | ---- |
| 1991년 선거 | 베냉의 대통령 | 5대  | 민주 갱신의 승리를 위한 연합 | 36.31%     | 415,262표  | 67.54%     | 881,205표  | 1위  |      |
| 1996년 선거 | 베냉의 대통령 | 6대  | 베냉 부활당                  | 35.69%     | 596,371표  | 47.51%     | 904,626표  | 2위  | 낙선 |
| 2001년 선거 | 베냉의 대통령 | 6대  | 베냉 부활당                  | 27.12%     | 672,927표  |            |            | 2위  | 낙선 |